# Гесснер-Бюрер, Сельма
Сельма Гесснер-Бюрер (нем. Selma Gessner-Bührer; 6 марта 1916 года, Швейцария — 1974 год, Швейцария) — швейцарская писательница, коммунистка, антифашистка, советский разведчик, член разведывательной сети Красная капелла.

## Биография
Родилась 6 марта 1916 года в Швейцарии. Работала в области книготорговли. Вышла замуж за некоего Винтера. Разведясь с ним, в 1939 году вышла за художника-дизайнера Роберта Гесснера-Бюрера.
В начале 1930-х гг. была хорошо известна в немецких коммунистических кругах. В 1936 году приехала в Швейцарию и стала работать на советскую военную разведку под руководством Марии Поляковой. В 1940 году вместе с Теодором Пинкусом в Цюрихе открыла книжную лавку. Пинкус сотрудничал в информационном агентстве Руна, связанном с Коминтерном, которое было закрыто в конце 1939 года.
В 1941 году Сельму Гесснер-Бюрер привлекли к работе на Шандора Радо. Она выполняла вспомогательную роль при связи между Футом и Юлиусом Эмбер-Дро, которому в 1939 году она передала рацию. В круг её обращения входили Мария Полякова, Анна Мюллер, Рашель Дюбендорфер, Теодор Пинкус и Ганс-Юрген Хольм.
Скончалась в 1974 году.

## Труды
- «Fräulein, Sie sind vielseitig!»: die Lebensgeschichte einer Zürcherin.